# Vera Jürgens
Vera Jürgens (* 5. September 1969 in Stara Sagora, Bulgarien als Wera Pejtschewa, bulgarisch Вера Пейчева) ist eine deutsch-bulgarische Schach-Großmeisterin der Frauen und Buchautorin.

## Karriere
Jürgens gewann 1990 die bulgarische Einzelmeisterschaft der Frauen. Bei der Europameisterschaft der weiblichen Jugend U20 wurde sie 1989 Dritte, hinter Swetlana Matwejewa und Swetlana Korkina. Sie vertrat die bulgarische Frauenauswahl bei der Schacholympiade 1990 in Novi Sad.

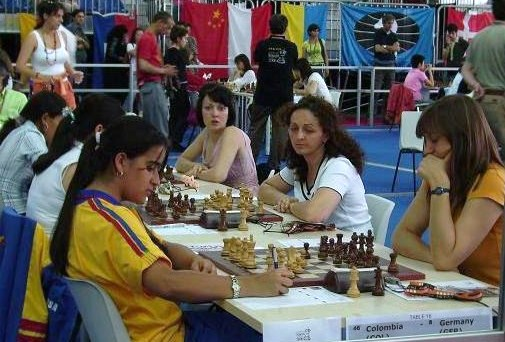
Kolumbien – Deutschland (Elisabeth Pähtz, Ketino Kachiani-Gersinska, Vera Jürgens), Schacholympiade 2006

Die deutsche Frauenmannschaft vertrat sie bei der Schacholympiade 2006 in Turin. Zu ihren Erfolgen in Einzelturnieren zählt der 1. Platz beim Zonenturnier in Graz 1993. Sie trat auch als Übersetzerin der Bücher des früheren FIDE-Weltmeisters Alexander Chalifmans in Erscheinung. Sie spielte bis 2013 in der Frauen-Bundesliga für den Hamburger SK sowie in der Oberliga Nord bis 2010 für den SC Melle 03. Vorher spielte sie beim SK Nienburg und dann beim TuS Syke. In der Saison 2016/17 ist Jürgens bei den SF Lilienthal aktiv. Bei der Deutschen Meisterschaft der Frauen im Schnellschach 2002 wurde sie punktgleich Zweite hinter Gisela Fischdick. 2007 gewann sie die Deutsche Schnellschachmeisterschaft der Frauen und 2012 die Deutsche Blitzmeisterschaft der Frauen.
Den Titel Großmeister der Frauen (WGM) erhielt sie 1993. Ihre Elo-Zahl beträgt 2270 (Stand: Oktober 2017), sie wird jedoch als inaktiv geführt, da sie seit der im Mai 2013 in Braunfels ausgetragenen deutschen Mannschaftsmeisterschaft der Frauen für Landesverbände keine Elo-gewertete Partie mehr gespielt hat. Ihre höchste Elo-Zahl von 2350 erreichte Vera Jürgens im Juli 1993. Ihre Schwester Evgenia Hansen ist ebenfalls Schachspielerin und trägt den Titel einer Internationalen Meisterin der Frauen (WIM).
Seit 1991 lebt Jürgens in Deutschland und wohnt in Syke (Niedersachsen). Sie ist mit einem deutschen Schachspieler verheiratet und hat einen Sohn und eine Tochter.

## Schriften
- Ticken Schachspieler anders? Schachverlag Kania, Schwieberdingen 2008. ISBN 978-3-931192-35-8.